# Nanam (ort i Nordkorea)
Nanam är en ort i Nordkorea.   Den ligger i provinsen Hambuk, i den nordöstra delen av landet, 400 km nordost om huvudstaden Pyongyang. Nanam ligger 24 meter över havet och antalet invånare är 34 055.
Terrängen runt Nanam är kuperad åt nordväst, men åt sydost är den platt.  Närmaste större samhälle är Chongjin, 11,8 km nordost om Nanam. 